# Камысты (Костанайская область)
Камысты (каз. Қамысты, до 1997 г. — Камышное) — село в Костанайской области Казахстана. Административный центр Камыстинского района. Административный центр Свердловского сельского округа. Расположено на берегу озера Досайкопа в 253 км к юго-западу от областного центра, города Костанай. Код КАТО — 394830100.

## Население
В 1999 году население села составляло 5487 человек (2769 мужчин и 2718 женщин). По данным переписи 2009 года в селе проживали 5344 человека (2564 мужчины и 2780 женщин).
На начало 2019 года население села составило 4484 человека (2180 мужчин и 2304 женщины).

## Экономика
В 1957 году на базе местного колхоза было создано Камыстинское зерновое хозяйство, в 1994 реорганизованное в кооперативное предприятие «Камысты». В настоящее время предприятие носит название «Сельскохозяйственный производственный кооператив Ар-Агро Камысты».